# Siren: Blood Curse
Siren: Blood Curse (в Японии известна как Siren: New Translation) — компьютерная игра в жанре survival horror, разработанная SCE Japan Studio и выпущенная Sony Computer Entertainment. Игра вышла только на приставке PlayStation 3 в 2008 году. Игра является переосмыслением/ремейком первой части серии с многочисленными изменениями и дополнениями, а также с нововведениями, использовавшимися в Forbidden Siren 2.

## Сюжет
3 августа 2007 года группа американских журналистов (ведущая передачи о паранормальных явлениях «Встречи» (англ. «Encounters») Мелиса Гейл (англ. Melissa Gale), учёный-религиовед Сэм Монро (англ. Sam Monroe), их маленькая дочь Белла Монро (англ. Bella Monroe) и оператор Сол Джексон (англ. Sol Jackson) приезжает в заброшенную японскую деревню Хануда (англ. Hanuda), чтобы снять репортаж об «исчезнувшей деревне», в которой, по слухам, когда-то происходили человеческие жертвоприношения. Посреди ночи они становятся случайными свидетелями настоящего жертвоприношения. Через свою видеокамеру Сол и Мелиса видят, как некто в капюшоне, на глазах множества людей, протыкает катаной насквозь одну женщину и собирается сделать то же самое с другой. Внезапно, человека в капюшоне отталкивает какой-то парень, помогая второй жертве сбежать. Сэм Монро в это время сидит в машине с дочерью, и узнаёт о случившемся только со слов.
Парень, помешавший церемонии жертвоприношения — это Говард Райт (англ. Howard Wright), главный герой игры. Он не знает ни о том, что деревня заброшена, ни о том, что в ней когда-то происходило, поэтому бросается к местному полицейскому участку за помощью. Вместо помощи он, однако, находит там превратившегося в сибито (местная разновидность оживших мертвецов) сержанта полиции по имени Сюдзи Симада (англ. Shuji Shimada), который начинает преследовать Говарда и, в конце концов, убивает его выстрелом в сердце.
В то же время другие превратившиеся в сибито жители деревни преследуют американцев, заставляя их то разделяться, то вновь встречаться друг с другом. Практически сразу погибает Сол Джексон и, возродившись в облике сибито, начинает целенаправленно искать Беллу Монро, цепляясь за остатки прижизненных воспоминаний. Беллу так же ищут её родители, которым помогает вооружённый ружьём местный врач Сэйго Сайга (англ. Seigo Saiga). Но не долго — практически сразу он оканчивает жизнь самоубийством. Белла тоже погибает, и тоже возрождается в облике сибито, постепенно эволюционируя в отвратительный, но беззащитный сибито-мозг. Наконец погибает и Сэм Монро. Из американцев в живых остаётся только Мелиса Гейл, которая, однако, решает защищать свою дочь, несмотря на то, что та превратилась в монстра.
Тем временем Говард Райт таинственным образом приходит в себя после явно смертельного ранения и встречает потерявшую память золотоволосую Аману (англ. Amana) — местную жительницу явно не японского происхождения. Амана помогает Говарду, пока сибито не вынуждают их разделиться. Оставшись одна, Амана находит ряд предметов, возвращающих ей утерянные воспоминания, и начинает проведение некоего мистического ритуала.
Расставшись с Аманой, Говард встречает Мияко (англ. Miyako), ту самую девушку, которую он не дал принести в жертву, и ещё живого Сэйго Сайга, который, собственно, и был тем, кто пытался совершить жертвоприношение. Сэйго напоминает Мияко о её обязанности исполнить роль ритуальной жертвы, но Мияко отказывается, решая остаться с Говардом. Сэйго отпускает их приговаривая: «Хочешь поспорить с судьбой? Ну, попробуй». Говард обещает защитить девушку, но вскоре теряет её, и пытаясь снова её найти забирается в гнездо сибито, где находит уже превратившуюся в сибито-мозг Беллу Монро и её живую пока мать. Желая защитить Беллу, Мелиса убивает Говарда.
За происходящим волшебным образом наблюдает Амана, проводящая свой ритуал. То что она видит ей не нравится: «Это не правильно — Круг Уробороса не замыкается!». Внезапно, время «отматывается» назад, и все события возвращаются к началу игры.
Во второй раз события начинают развиваться иначе, нежели в первый. Сол Джексон остаётся в живых немного дольше. Сэм Монро не погибает вовсе, зато погибает Мелиса Гейл, жертвуя собой ради спасения дочери. Восставшая из мёртвых Мелиса эволюционирует в практически неуязвимую сибито-личинку, которая преследует Беллу Монро всю оставшуюся игру. Сэйго Сайга не встречает принесённую им в жертву (и восставшую из мёртвых) медсестру Юкиэ Кобэ (англ. Yukie Kobe), а потому не совершает самоубийства. Говард практически сразу встречает Мияко, которая в будущем поможет ему обрести способность использовать артефакт под названием Уриен (англ. Uryen). Амана теперь не страдает амнезией и владеет мистическими силами, она враждебно настроена по отношению к Говарду и хочет принести Мияко в жертву некоему богу Кайко (англ. Kaiko), по-видимому, ответственному за происходящее в деревне. Потеряв Мияко, Говард встречает Беллу, и вместе с ней снова пробирается в гнездо сибито, в центре которого пытается совершить свой ритуал Амана.
В это время Сэм Монро отчаянно пытается защитить Беллу от преследующих её Мелисы и Сола. Он всё полнее начинает понимать происходящее, собирая информацию по крупицам. Сэм мельком знакомится с Говардом, которого видит впервые, но Говарду Сэм Монро известен как автор писем, убедивших его посетить деревню Хануда. Разобраться в этом противоречии им, однако, не даёт напряжённая обстановка.
Тем временем Сэйго Сайга спускается в деревенские шахты, чтобы добыть артефакт Уриэн, способный помочь уничтожить сибито и, главное, Кайко. Обретя артефакт, Сэйго так же отправляется в гнездо сибито, где погибает на глазах Говарда. Ритуал Аманы завершается, и Говард оказывается в альтернативной реальности на останках разрушенной деревни Хануда вместе с восставшим из мёртвых Сэйго. Говард побеждает Сэйго, забирает у него артефакт Уриен и побеждает Кайко.
Со смертью Кайко мир проклятой деревни Хануда начинает распадаться, выбрасывая оставшихся в живых персонажей в различные исторические периоды. Белла Монро оказывается отброшена на несколько сотен лет назад, чтобы вырасти в Аману, стать первой жрицей культа Кайко и обрести бессмертие. Сэм Монро отправляется в 1976 год, в момент сразу после того, как в нашей реальности деревню Хануда стёр с лица земли огромный оползень. Желая во что бы то ни стало спасти жизнь своей дочери, он начинает искать Говарда Райта и, найдя, забрасывает его письмами с призывами посетить деревню Хануда (чем и объясняется их парадоксальное «одностороннее» знакомство). Говард Райт же, по-видимому, остаётся в альтернативной деревне Хануда, населённой многочисленными сибито, коих он начинает планомерно уничтожать с помощью артефакта.

## Актёры
- Алексис (англ. Alexis) — Амана.
- Джонатан Легг (англ. Jonathan Legg) — Сэм Монро.
- Кенни Скотт (англ. Kenny Scott) — Сол Джэксон.
- Нацуки Окамото[яп.] — Мияко.
- Райана Крокер (англ. Ryana Crocker) — Белла Монро.
- Сэйдзи Хаттори[яп.] — Сэйго Сайга.
- Стивен Фишер (англ. Stephan Fisher) — Говард Райт.
- Тадаси Сираси (яп. 白石タダシ англ. Tadashi Shiraishi) — Сюдзи Симада.
- Цзян Лимэй[англ.] — Юкиэ Кобэ.
- Эмма Говард (англ. Emma Howard) — Мелисса Гейл.

## Издания
Сначала игра распространялась только через PlayStation Store (как полностью, так и каждый из 12 эпизодов отдельно), но немного позднее игру можно было купить в дисковом издании.
Европейское издание содержит на диске фильм «Siren Blood Curse: Behind the Curtain of Terror», рассказывающий о том, как создавалась игра и включающий в себя интервью с актёрами.

## Отзывы
| Сводный рейтинг | Сводный рейтинг |
| Агрегатор       | Оценка          |
| --------------- | --------------- |
| GameRankings    | 76,90 %         |